# Biljana Stanković
Biljana Stanković (in serbo Биљана Станковић?; Vršac, 11 settembre 1974) è un'ex cestista e allenatrice di pallacanestro serba, fino al 2002 jugoslava.

## Carriera
Con la Jugoslavia ha disputato i Campionati europei del 2001 e i Campionati mondiali del 2002.
Con la Serbia e Montenegro ha disputato due edizioni dei Campionati europei (2003, 2005).